# Kidnapping spatial
Pour plus de détails, voir Fiche technique et Distribution.
Kidnapping spatial (Jumpin' Jupiter) est un cartoon, réalisé par Chuck Jones et sorti en 1955, qui met en scène Porky Pig et Sylvestre le chat.

## Fiche technique
- Titre : Kidnapping spatial
- Titre original : Jumpin' Jupiter
- Réalisation : Chuck Jones
- Scénario : Michael Maltese
- Musique : Carl W. Stalling
- Montage : Treg Brown
- Production : Edward Selzer
- Société de production : Warner Bros. Cartoon Studios
- Société de distribution : Warner Bros. (États-Unis)
- Pays :  États-Unis
- Genre : Animation, aventure, comédie et science-fiction
- Durée : 7 minutes
- Dates de sortie : 
  -  États-Unis : 6 août 1955